# Vague d'observations de l'automne 1954
La vague d'observations de l'automne 1954 désigne une période pendant laquelle eurent lieu, en France en particulier, de nombreuses observations d'ovnis, notamment durant les mois de septembre, octobre et novembre 1954, avec un pic pour le mois d'octobre. Cette vague est célèbre dans les milieux ufologiques.

## Principales observations en France
- 10 septembre : Marius Dewilde affirme avoir vu un ovni à Quarouble.
- 24 septembre : des ovnis sont observés dans six localités (Bayonne, Lencouacq, Tulle, Ussel, Gelles, Vichy).
- 26 septembre : une « rencontre du troisième type » en plein jour est rapportée[1] par une habitante de Chabeuil.
- 30 septembre : près de Marcilly-sur-Vienne, dans le département d'Indre-et-Loire, Georges Gatay, chef d'un chantier de construction, et sept ouvriers voient un disque au niveau du sol et un petit humanoïde portant un casque. Le disque et l'humanoïde disparaissent d'une très étrange manière[2].
- 7 octobre : des ovnis sont observés près de Saint-Jean-d'Assé, sur la nationale 138, à La Ferté-Macé, Lavenay, Ballon, Montlevicq, Cassis, Corbigny, Puymoyen, Marcillac ; vingt-huit localités au total sont touchées par le phénomène.
- 24 octobre : à 7 km de Boulogne-sur-Mer, près d'Ambleteuse, Émile Turpin, inspecteur à la SNCF, voit un disque dans le ciel. L'ovni est de couleur métallique claire et a un renflement sur la partie centrale. Turpin prend deux photos de l'ovni[3].

### L'affaire de Bélesta
Le 16 octobre à Bélesta (Ariège), vers 21 h 30, les habitants aperçoivent une luminosité qui semble provenir d'un objet très brillant caché par le bord de la montagne. L'objet monte dans le ciel, redescend, apparaissant et disparaissant plusieurs fois de suite. Vers 21 h 40, les témoins voient un deuxième objet. Au bout de quelques minutes, on voit non plus deux, mais trois objets, qui changent de coloration. Le phénomène prend fin à 22 h 5. La Dépêche du Midi consacre au phénomène un long article et parle de « boules lumineuses évoluant une demi-heure en une ronde magique ». 
En 2009, on apprend que le cas était un canular. Au bout de cinquante-cinq ans, les auteurs (Jean et André Sibra, René Lagarde, Gérard Pibouleau, Gérard Coléra) en rient encore. Le faux objet a été fabriqué à partir d'une fourche de vélo, un guidon, une roue et des lampes électriques puissantes fixées sur la structure.

## Principales observations en Italie
- 27 octobre : observation d'un ovni à Florence (it).
- 28 octobre : à Rome, peu avant le crépuscule, de nombreux citoyens virent un ovni, il fut aussi observé par l'ambassadrice des États-Unis en Italie, Clare Boothe Luce. Comme arrivé le jour précédent à Florence, ici aussi à Rome il se produisit une chute d'ouate silicieuse, appelée cheveux d'ange (en).
- 1er novembre : Rosa Lotti Dainelli (it) déclara avoir eu une rencontre rapprochée du troisième type dans les alentours de Cennina, hameau de Bucine, en province d'Arezzo. Son récit fut accompagné par différents témoignages d'observations d'ovnis coïncidant temporellement.
- 6 novembre : à Rome différents citoyens, dont le consul Alberto Perego, observèrent une formation de petits globes lumineux sur la cité du Vatican[5].
- 14 novembre : quelques ovnis furent observés à Gela, en Sicile ; aussi dans ce cas, il se produisit une chute d'ouate silicieuse[6].